# Подхумље
Подхумље је насељено место у саставу града Комиже, на острву Вису, Сплитско-далматинска жупанија, Република Хрватска.

## Историја
До територијалне реорганизације у Хрватској налазило се у саставу старе општине Вис.

## Становништво
На попису становништва 2011. године, Подхумље је имало 32 становника.
| Број становника по пописима | Број становника по пописима | Број становника по пописима | Број становника по пописима | Број становника по пописима | Број становника по пописима | Број становника по пописима | Број становника по пописима | Број становника по пописима | Број становника по пописима | Број становника по пописима | Број становника по пописима | Број становника по пописима | Број становника по пописима | Број становника по пописима | Број становника по пописима |
| --------------------------- | --------------------------- | --------------------------- | --------------------------- | --------------------------- | --------------------------- | --------------------------- | --------------------------- | --------------------------- | --------------------------- | --------------------------- | --------------------------- | --------------------------- | --------------------------- | --------------------------- | --------------------------- |
| 1857                        | 1869                        | 1880                        | 1890                        | 1900                        | 1910                        | 1921                        | 1931                        | 1948                        | 1953                        | 1961                        | 1971                        | 1981                        | 1991                        | 2001                        | 2011                        |
| 0                           | 0                           | 221                         | 303                         | 355                         | 355                         | 0                           | 247                         | 241                         | 250                         | 235                         | 110                         | 70                          | 60                          | 40                          | 32                          |

Напомена: У 1857., 1869. и 1921. подаци су садржани у насељу Комижа. Као насеље исказано у 1900., 1910. и од 1948. надаље.

### Попис1991.
На попису становништва 1991. године, насељено место Подхумље је имало 60 становника, следећег националног састава:
| Попис 1991.‍  | Попис 1991.‍  | Попис 1991.‍ | Попис 1991.‍ | Попис 1991.‍ |
| ------------ | ------------ | ----------- | ----------- | ----------- |
|              |              |             |             |             |
| Хрвати       | Хрвати       |             | 56          | 93,33%      |
| неопредељени | неопредељени |             | 2           | 3,33%       |
| непознато    | непознато    |             | 2           | 3,33%       |
| укупно: 60   |              |             |             |             |